# Piercia subconcava
Piercia subconcava är en fjärilsart som beskrevs av Louis Beethoven Prout 1935. Piercia subconcava ingår i släktet Piercia och familjen mätare. Inga underarter finns listade i Catalogue of Life.